# Jaroslav Herbst
Jaroslav Herbst, křtěný Johann Jaroslav Herbst, (1. července 1887 Dušníky nad Vltavou - 8. března 1971 Praha) byl český malíř, řezbář a projektant-stavař, který se proslavil jako malíř autodidakt, pozoruhodný svou tvorbou z 20. až 40. let 20. století ve stylu expresionismu.

## Život

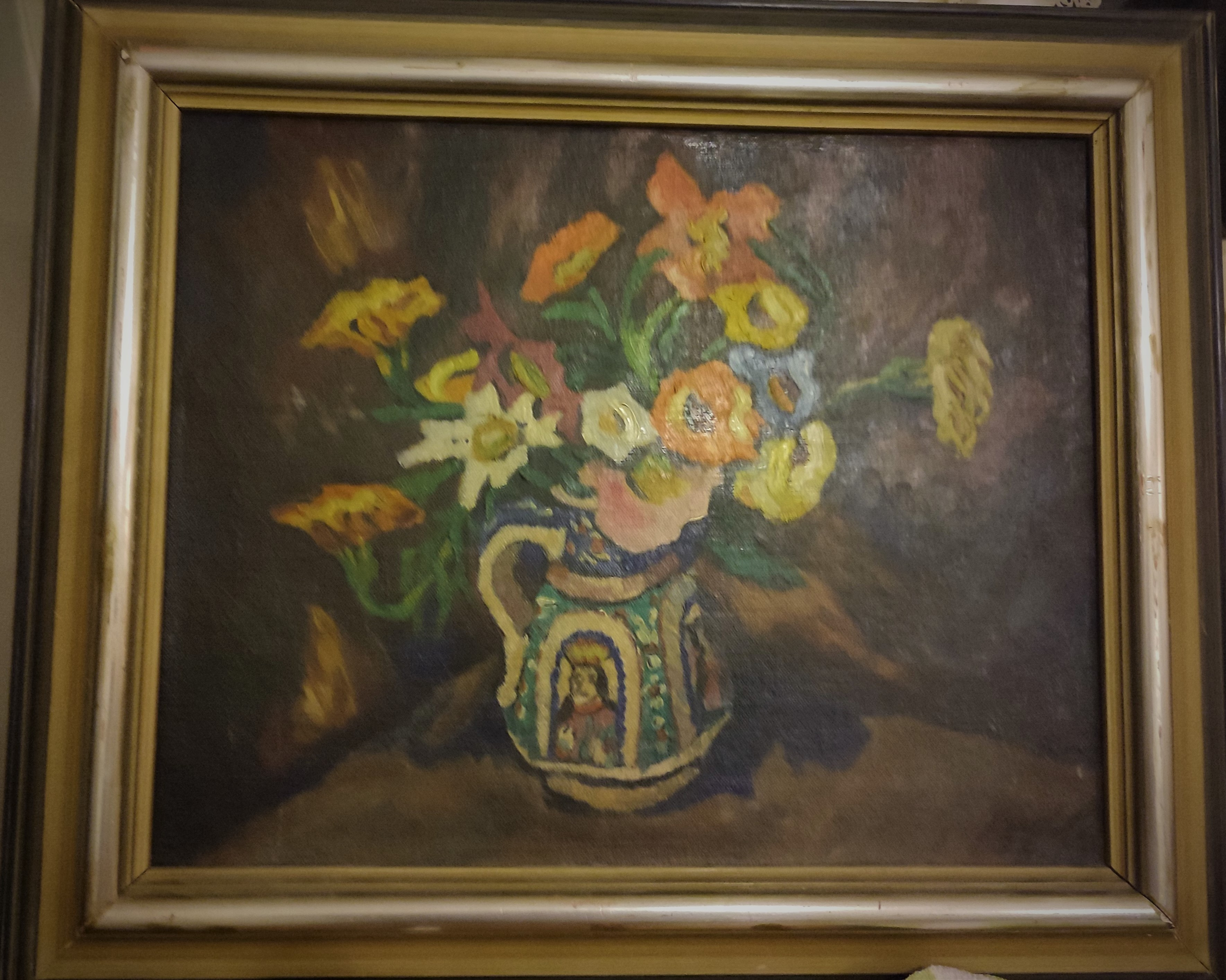
Jaroslav Herbst, Květiny ve váze, Praha 1934

Pocházel z německo-české rodiny obchodníka Franze Josefa Herbsta, který byl investorem, a dal postavit Dům U Černé Matky Boží(* 1860 Bakov nad Jizerou +1919 Praha), a jeho první manželky Anny Barborové. Jaroslav byl nejstarší, dále se narodili bratři František (*1896-1980+) a Vítězslav (*1890-1960+), po jehož porodu matka zemřela. Otec se pak oženil s její sestrou Růženou. Již předtím v roce 1885 rodina přesídlila do Prahy, kde Jaroslav vystudoval gymnázium a stavební fakultu ČVUT v Praze, začal ve svém oboru pracovat a současně amatérsky malovat, nadšen pražskou výstavou Edvarda Muncha a poučen postimpresionismem. Jeho kariéru přerušila první světová válka, narukoval a v letech 1916-1918 bojoval na frontě. Po návratu se vrátil ke studiu na ČVUT, nyní na strojní fakultu, a maloval. Stal se členem Krasoumné jednoty a vystavoval na jejích kolektivních výstavách i samostatně ve Feiglově galerii, kde měl první samostatnou výstavu v březnu až dubnu roku 1934. Již předtím přesídlil do rodných Dušníků, kde se kromě malby a řezbářství věnoval vedení hospodářství.
Ve 20. až 40. letech maloval převážně krajiny a zátiší. Uvolněným rukopisem, koloritem a pastózními olejovými barvami se přiblížil svým vzorům (např. Oskar Kokoschka) a současníkům (např. Jan Bauch). Na prahu druhé světové války malovat přestal a již se k tvorbě nevrátil.